# Axiodes curvaria
Axiodes curvaria är en fjärilsart som beskrevs av Herman Dewitz 1881. Axiodes curvaria ingår i släktet Axiodes och familjen mätare. Inga underarter finns listade i Catalogue of Life.